# 1034 (numero)
Milletrentaquattro (1034) è il numero naturale dopo il 1033 e prima del 1035.

## Proprietà matematiche
- È un numero pari.
- È un numero composto da 8 divisori: 1, 2, 11, 22, 47, 94, 517, 1034. Poiché la somma dei suoi divisori (escluso il numero stesso) è 694 < 1034, è un numero difettivo.
- È un numero sfenico.
- È un numero odioso.
- È un numero intero privo di quadrati.
- È parte delle terne pitagoriche (1034, 2088, 2330), (1034, 5640, 5734), (1034, 24288, 24310), (1034, 267288, 267290).

## Astronomia
- 1034 Mozartia è un asteroide della fascia principale del sistema solare.
- NGC 1034 è una galassia nella costellazione della Balena.
- IC 1034 è una galassia situata nella costellazione di Boote.

## Astronautica
- Cosmos 1034 è un satellite artificiale russo.